# Política industrial

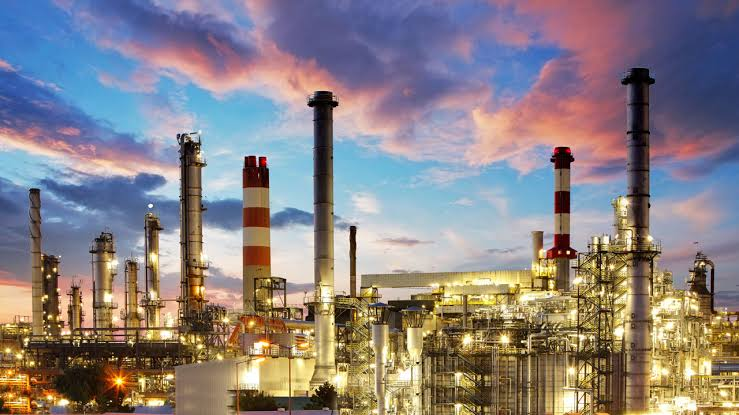
Governos podem perseguir uma política industrial visando fortalecer o setor energético e impulsionar o crescimento econômico.

A política industrial é uma política governamental para encorajar o desenvolvimento e o crescimento de toda ou parte da economia na busca de algum objetivo público. Historicamente, tem-se centrado frequentemente no setor industrial, em setores militarmente importantes ou na promoção de uma vantagem em novas tecnologias. O governo toma medidas “destinadas a melhorar a competitividade e as capacidades das empresas nacionais e a promover a transformação estrutural”. A infraestrutura de um país (incluindo transportes, telecomunicações e indústria energética) é um importante facilitador da política industrial.
As políticas industriais são medidas intervencionistas típicas de países de economia mista. Muitos tipos de políticas industriais contêm elementos comuns com outros tipos de práticas intervencionistas, como a política comercial. A política industrial é geralmente vista como separada de políticas macroeconómicas mais amplas, tais como a restrição do crédito e a tributação dos ganhos de capital. Exemplos tradicionais de política industrial incluem o subsídio às indústrias de exportação e à industrialização por substituição de importações (ISI), onde as barreiras comerciais são impostas temporariamente a alguns setores-chave, como a indústria transformadora. Ao proteger selectivamente  determinadas indústrias, estas indústrias têm tempo para aprender (aprender fazendo) e atualizar-se. Uma vez suficientemente competitivas, estas restrições são levantadas para expor as indústrias selecionadas ao mercado internacional. As políticas industriais mais contemporâneas incluem medidas como o apoio às ligações entre empresas e o apoio às tecnologias a montante.
Os economistas têm debatido o papel da política industrial na promoção da industrialização e do desenvolvimento económico. Também debateram preocupações de que a política industrial ameace o comércio livre e a cooperação internacional.

## História

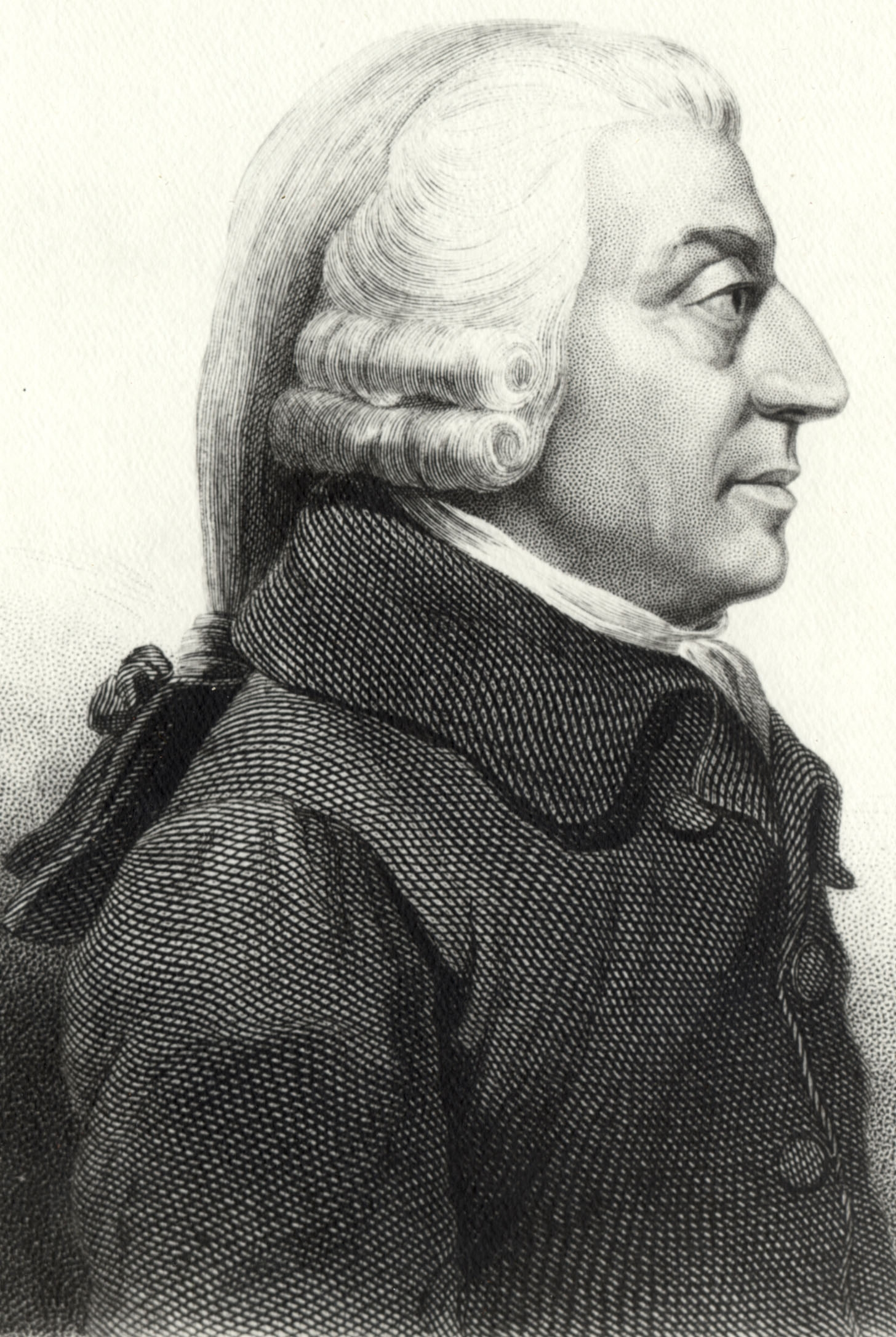
Adam Smith, autor de A Riqueza das Nações.

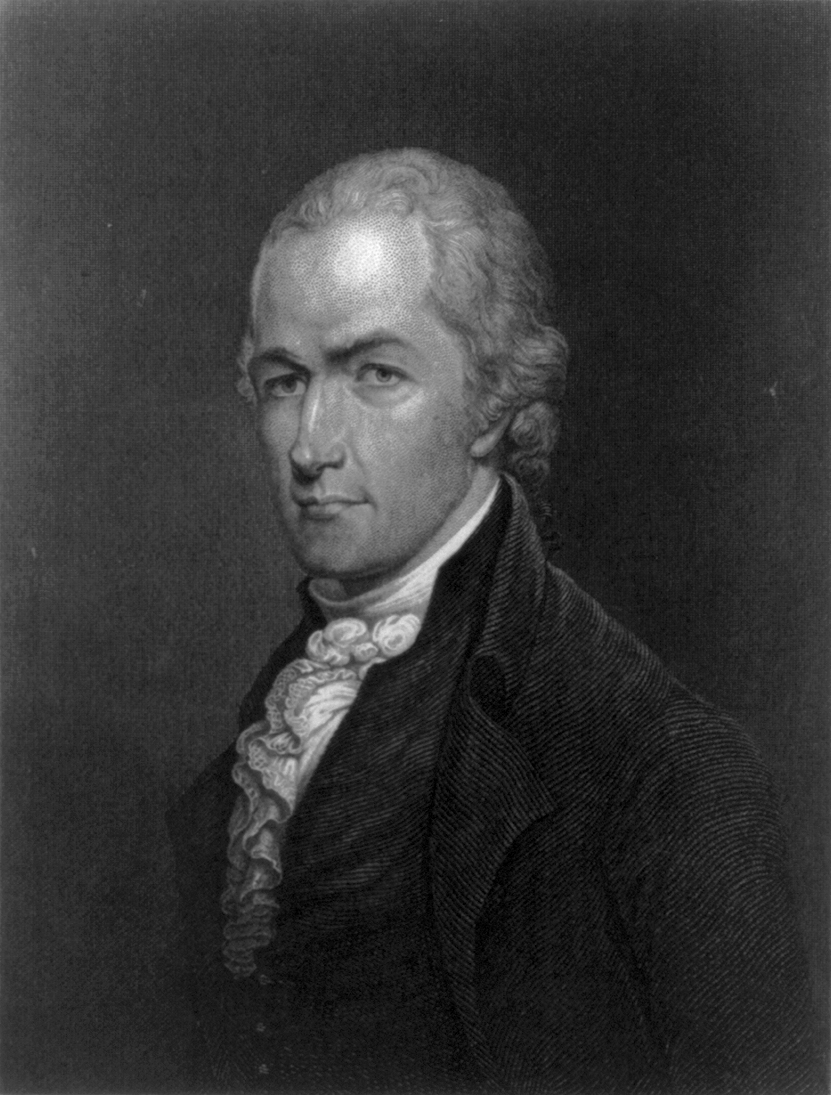
Alexander Hamilton logo após a Revolução Americana.

Os argumentos tradicionais em favor das políticas industriais remontam ao século XVIII. Argumentos iniciais proeminentes a favor da proteção seletiva das indústrias estavam contidos no Relatório sobre o Assunto das Manufaturas, de 1791, do economista e político estado-unidense Alexander Hamilton, bem como no trabalho do economista alemão Friedrich List. As opiniões de List sobre o livre comércio estavam em contradição explícita com as de Adam Smith em A Riqueza das Nações disse que:
"O método mais vantajoso pelo qual uma nação proprietária de terras pode criar seus próprios artífices, fabricantes e comerciantes é conceder a mais perfeita liberdade de comércio para os artífices, fabricantes e comerciantes de todas as outras nações."
De acordo com os historiadores da Universidade de Nova Iorque, Prince & Taylor:
"A relação entre o governo e a indústria nos Estados Unidos nunca foi simples, e os rótulos usados para categorizar essas relações em diferentes momentos são muitas vezes enganosos, se não falsos. No início do século XIX, por exemplo, é bastante claro que o rótulo de laissez faire é inadequado."
Nos Estados Unidos, uma política industrial foi explicitamente apresentada pela primeira vez pela administração Jimmy Carter em Agosto de 1980, mas foi posteriormente desmantelada com a eleição de Ronald Reagan no ano seguinte.
Historicamente, existe um consenso crescente de que a maioria dos países desenvolvidos, incluindo o Reino Unido, os Estados Unidos, a Alemanha e a França, têm intervindo activamente na sua economia interna através de políticas industriais. Estes primeiros exemplos são seguidos por estratégias intervencionistas de ISI prosseguidas em países latino-americanos como o Brasil, o México ou a Argentina. Mais recentemente, o rápido crescimento das economias da Ásia Oriental, ou dos países recentemente industrializados, também tem sido associado a políticas industriais activas que promoveram selectivamente a produção e facilitaram a transferência de tecnologia e a modernização industrial.
O sucesso destas estratégias de industrialização dirigidas pelo Estado é frequentemente atribuído a Estados em desenvolvimento e a burocracias fortes, como o Ministério do Comércio Internacional e Indústria do Japão. De acordo com Atul Kohli, da Univesidade de Princeton, a razão pela qual as colônias japonesas, como a Coréia, se desenvolveram tão rapidamente e com sucesso foi o fato de o Japão exportar para as suas colônias o mesmo desenvolvimento estatal centralizado que utilizou para se desenvolver.
Precisamente, o desenvolvimento da Coréia do Sul pode ser explicado pelo fato de ter seguido políticas industriais semelhantes que o Reino Unido, os Estados Unidos e a Alemanha implementaram, e a Coréia do Sul ter adoptado uma política de Industrialização Orientada para a Exportação (EOI) a partir de 1964 com base na sua própria decisão contrária à Importação. Política de Industrialização por Substituição de Importação (ISI) elogiada por organizações de ajuda internacional e especialistas da época. Muitas destas escolhas políticas internas, no entanto, são agora vistas como prejudiciais ao comércio livre e são, portanto, limitadas por vários acordos internacionais, como os TRIMs ou TRIPs da OMC. Em vez disso, o foco recente da política industrial mudou para a promoção de clusters industriais e locais e a integração em cadeias de valor globais.
Durante a presidência Reagan, foi iniciada uma iniciativa de desenvolvimento económico chamada "Projeto Sócrates" para abordar o declínio dos Estados Unidos na capacidade de competir nos mercados mundiais. O Projeto Sócrates, dirigido por Michael Sekora, resultou num sistema de estratégia competitiva baseado em computador que foi disponibilizado à indústria privada e a todas as outras instituições públicas e privadas que têm impacto no crescimento económico, na competitividade e na política comercial. Um objectivo fundamental de Sócrates era utilizar tecnologia avançada para permitir que instituições privadas e agências públicas dos Estados Unidos cooperassem no desenvolvimento e execução de estratégias competitivas sem violar as leis existentes ou comprometer o espírito do "mercado livre". O Presidente Reagan ficou satisfeito com o cumprimento deste objectivo no sistema Sócrates. Através dos avanços da tecnologia da era da inovação, Sócrates proporcionaria uma coordenação “voluntária” mas “sistemática” de recursos através de múltiplas instituições do “sistema económico”, incluindo clusters industriais, organizações de serviços financeiros, instalações de investigação universitárias e agências governamentais de planeamento económico. Embora a opinião de um presidente dos Estados Unidos e da equipe de Sócrates fosse de que a tecnologia tornava virtualmente possível que ambos existissem simultaneamente, o debate sobre política industrial versus mercado livre continuou, pois mais tarde, sob a presidência de George H. W. Bush, o Projeto Socrates foi rotulado como política industrial e desfinanciado.
Após a crise financeira de 2007-2008, muitos países em todo o mundo – incluindo os Estados Unidos, Reino Unido, Austrália, Japão e a maioria dos países da União Europeia – adotaram políticas industriais. Contudo, a política industrial contemporânea geralmente aceita a globalização como um dado adquirido e concentra-se menos no declínio das indústrias mais antigas e mais no crescimento das indústrias emergentes. Muitas vezes envolve o trabalho do governo em colaboração com a indústria para responder aos desafios e oportunidades. A China é um caso proeminente onde os governos central e subnacionais participam em quase todos os setores e processos económicos. Embora os mecanismos de mercado tenham ganho importância, a orientação estatal através do investimento dirigido pelo Estado e do planeamento indicativo desempenha um papel substancial na economia. A fim de recuperar o atraso e até mesmo ultrapassar tecnologicamente os países industrializados, as "atividades estatais da China estendem-se até aos esforços para impedir o domínio de investidores e tecnologias estrangeiros em áreas consideradas de importância fundamental, como as indústrias estratégicas e as novas tecnologias", incluindo a robótica e novos veículos energéticos.

## Críticas
Alguns criticam a política industrial com base no conceito de fracasso governamental. A política industrial é vista como prejudicial porque os governos não possuem as informações, capacidades e incentivos necessários para determinar com sucesso se os benefícios da promoção de certos setores em detrimento de outros excedem os custos e, por sua vez, implementar as políticas. Embora os Tigres Ásiaticos tenham fornecido exemplos bem-sucedidos de intervenções heterodoxas e políticas industriais protecionistas, políticas industriais como a industrialização por substituição de importações (ISI) fracassaram em muitas outras regiões, como a América Latina e a África Subsariana. Os governos, ao tomarem decisões relativas a incentivos eleitorais ou pessoais, podem ser capturados por interesses instalados, levando a políticas industriais apoiarem o rentismo das elites políticas locais, ao mesmo tempo que distorcem a alocação eficiente de recursos pelas forças de mercado.

## Debates sobre processo
Apesar das críticas, existe um consenso na recente teoria do desenvolvimento que afirma que as intervenções estatais podem ser necessárias quando ocorrem falhas de mercado. As falhas de mercado existem frequentemente sob a forma de externalidades e monopólios naturais. Alguns economistas argumentam que a acção pública pode impulsionar certos factores de desenvolvimento “para além daquilo que as forças de mercado por si só gerariam”. Na prática, estas intervenções visam frequentemente regular redes, infraestruturas públicas, pesquisa e desenvolvimento ou corrigir assimetrias de informação. Muitos países estão agora a assistir a um renascimento da política industrial.
Uma questão é saber quais os tipos de política industrial que são mais eficazes na promoção do desenvolvimento económico. Por exemplo, os economistas debatem se os países em desenvolvimento devem concentrar-se nas suas vantagens comparativas, promovendo principalmente produtos e serviços intensivos em recursos e mão-de-obra, ou investir em indústrias de maior produtividade, que só poderão tornar-se competitivas a longo prazo.
O debate também envolve a questão de saber se as falhas do governo são mais generalizadas e graves do que as falhas do mercado. Alguns argumentam que quanto menor a responsabilização e as capacidades do governo, maior o risco de captura política das políticas industriais, o que pode ser economicamente mais prejudicial do que as falhas de mercado existentes.
De particular relevância para os países em desenvolvimento são as condições sob as quais as políticas industriais também podem contribuir para a redução da pobreza, tais como a concentração em indústrias específicas ou a promoção de ligações entre grandes empresas e pequenas empresas locais.